# Flueggea tinctoria

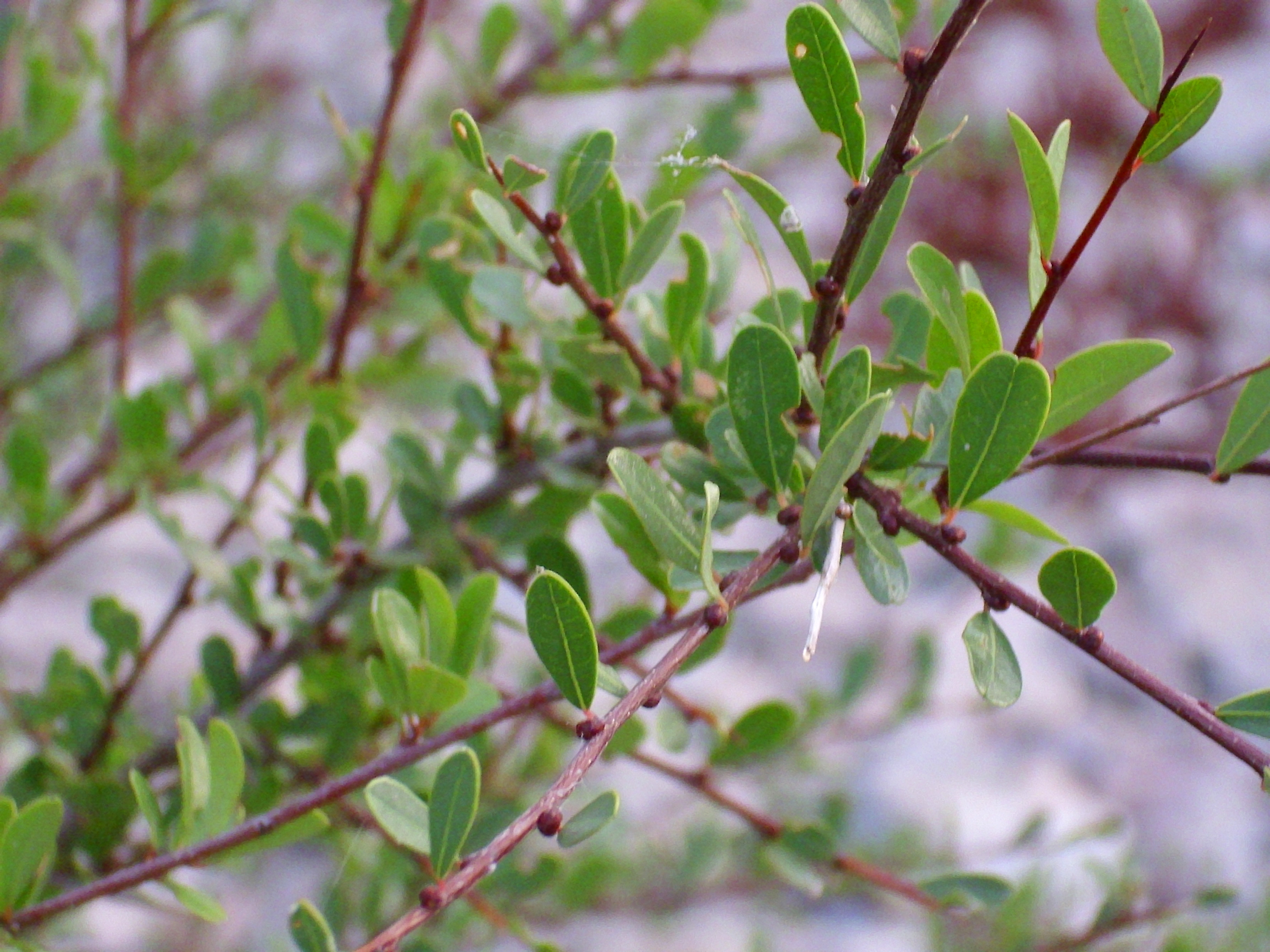
Fullatge

Flueggea tinctoria és una espècie de planta de la família de les Fil·lantàcies.

## Hàbitat
Es troba a Espanya i Portugal, a la vora dels corrents d'aigua entre les conques del Duero i el Guadalquivir, agrupada en poblacions o matollars anomenats "tamujares", preferentment a sòls rocosos ben drenats.

## Descripció
Es tracta d'un arbust caducifoli, ramificat i amb espines rígides, que aconsegueix a mesurar de mitjana 2 m d'alçada. Les fulles són alternes, ovalades de color verd fosc. A l'estiu pren un color violeta vermellós. És dioica, amb flors unisexuals en plantes diferenciades. Fruit en una càpsula amb molt poca carn, dividit en 3 cavitats, cadascuna amb 2 llavors.

## Propietats
Encara que s'ha utilitzat puntualment a nivell medicinal, el seu principal ús al passat va ser el de planta tintòria, d'on prové el seu nom científic. Alhora, ha estat utilitzat per a fabricar escombres rústiques i tanques temporals.

## Taxonomia
Flueggea tinctoria va ser descrita per (L.) G.L.Webster i publicada a Allertonia 3: 302. 1984.

### Etimologia
- Flueggea: nom genèric que va ser anomenat en honor del botànic alemany Johannes Flüggé.
- tinctoria: epítet llatí que significa "usada per al tenyit".[2]

### Sinonímia
- Rhamnus tinctoria L.
- Securinega buxifolia (Poir) Müll.Arg.
- Securinega virgata (Poir.) Maire
- Acidoton buxifolius (Poir) Kuntze
- Securinega tinctoria (L.) Rothm.
- Colmeiroa buxifolia (Poir) Reut.
- Villanova buxifolia (Poir) Pourr.
- Adelia virgata Poir.[3]